# Опустынивание

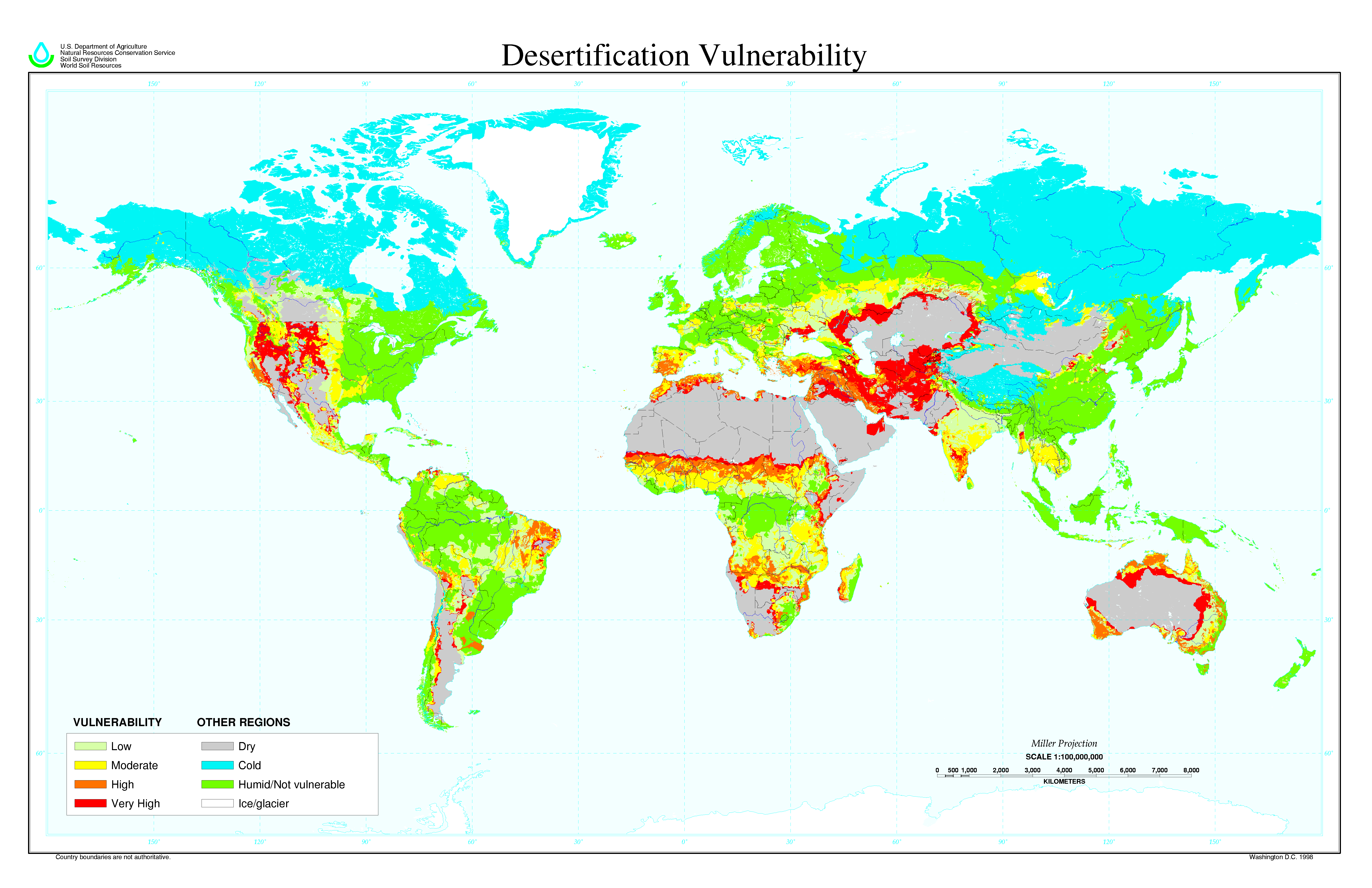
Карта опустынивания Земли: жёлтый цвет — умеренная угроза опустынивания, оранжевый — высокая, красный — очень высокая угроза

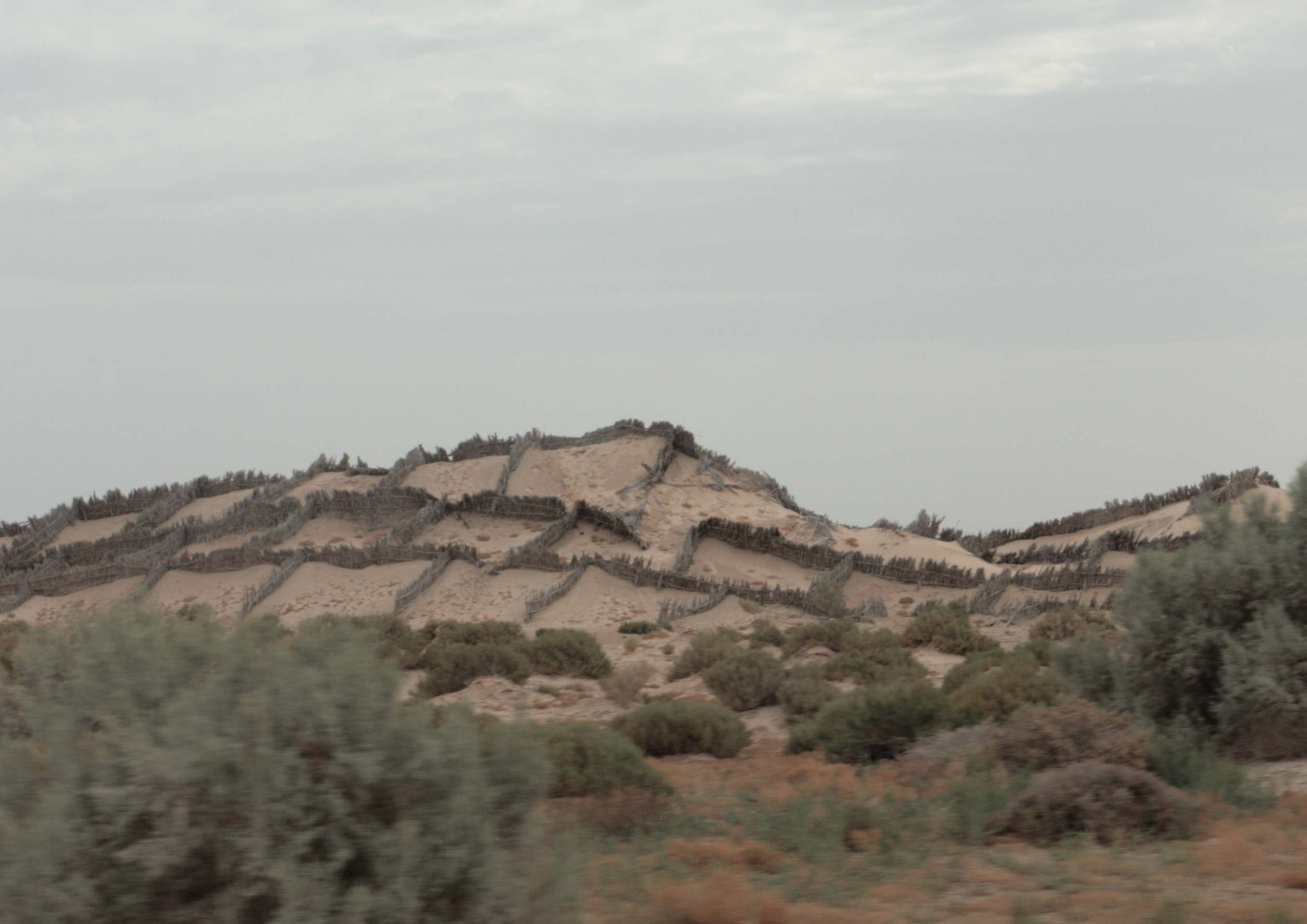
Противопесчаные заграждения из тростника в Северной Сахаре, Тунис

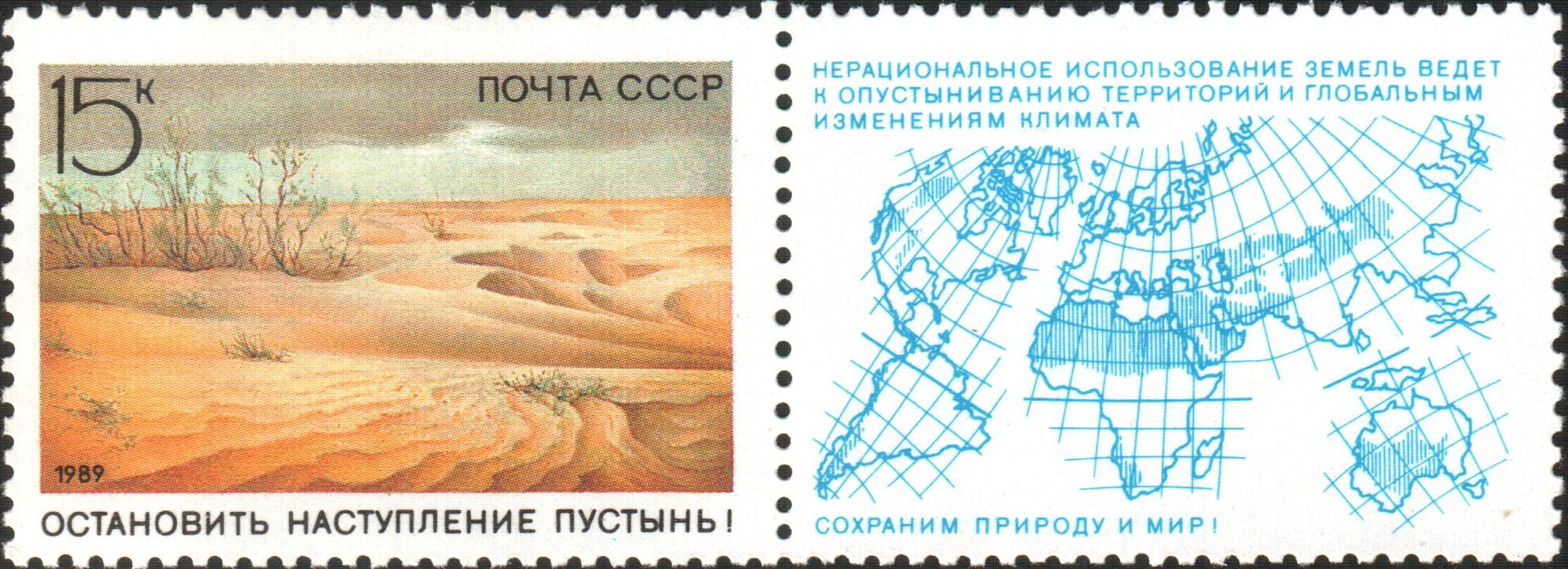
Марка СССР Сохраним природу и мир!

Опусты́нивание — деградация земель в аридных, полуаридных и засушливых областях земного шара, вызванная как деятельностью человека (антропогенными причинами), так и природными факторами и процессами. Термин «климатическое опустынивание» был предложен в 1940-х годах французским исследователем Обервилем. Понятие «земля» в данном случае означает биопродуктивную систему, состоящую из почвы, воды, растительности, прочей биомассы, а также экологические и гидрологические процессы внутри системы.
Деградация земель — снижение или потеря биологической и экономической продуктивности пахотных земель или пастбищ в результате землепользования. Характеризуется маленьким количеством земли, увяданием растительности, снижением связанности почвы, в результате чего становится возможной быстрая ветровая эрозия. Опустынивание относится к трудно компенсируемым последствиям климатических изменений, так как на восстановление одного условного сантиметра плодородного почвенного покрова уходит в аридной зоне в среднем от 70 до 150 лет.
На протяжении всей геологической истории развитие пустынь происходило естественным образом. Однако в последнее время влияние на опустынивание деятельности человека, нерационального землепользования, обезлесения и изменения климата является предметом многих научных исследований.

## Определение понятия
До 2005 года существовали значительные разногласия по поводу правильного определения термина "опустынивание". Хельмут Гейст (2005) насчитал более 100 формальных определений. Наиболее широко признанным было определение, данное в Словаре Принстонского университета, который определял опустынивание, как "процесс превращения плодородных земель в пустыню, как правило, в результате вырубки лесов, засухи или неправильного / ненадлежащего ведения сельского хозяйства".
Однако это первоначальное понимание того, что опустынивание связано с физическим расширением пустынь, было отвергнуто по мере развития концепции. Опустынивание было определено в тексте Конвенции Организации Объединенных Наций по борьбе с опустыниванием (КБОООН) как "деградация земель в засушливых, полузасушливых и сухих регионах в результате различных факторов, включая климатические изменения и деятельность человека".

## История
Самые известные пустыни мира образовались в результате естественных процессов, оказывающих влияние в течение длительных промежутков времени. В течение большей части этого времени пустыни расширялись и сокращались независимо от деятельности человека. Палео-пустыни — это большие песчаные моря, в которых сейчас не происходят заметные изменения благодаря их стабилизации растительностью. Некоторые палео-пустыни простираются за пределы нынешних границ основных пустынь, таких как Сахара, самая большая жаркая пустыня.
Исторические свидетельства показывают, что серьёзное и масштабное ухудшение состояния земель, произошедшее несколько столетий назад в засушливых регионах, имело три эпицентра: Средиземноморье, Месопотамская долина и Лёссовое плато Китая, где население было плотным.
Самое раннее известное обсуждение этой темы возникло вскоре после французской колонизации Западной Африки, когда Комитет по исследованиям (фр. Comité d’Etudes) поручил исследование постепенного опустынивания для изучения доисторического расширения пустыни Сахара.
В 1977 году в Найроби (Кения) прошла Конференция ООН по проблемам опустынивания, советскую делегацию на ней возглавлял геолог — академик А. В. Сидоренко.

## Информация о засушливых регионах мира
Засушливые регионы занимают около 41 % земной суши. На этой территории проживает более 2 млрд человек (информация 2000 года). 90 процентов населения — жители развивающихся стран, отличающихся низкими показателями развития. Детская смертность в странах, занимающих засушливые территории, выше, а валовой национальный продукт (ВНП) на душу населения ниже, чем в остальном мире. Из-за затруднённого доступа к воде, рынку сельскохозяйственной продукции, малого числа природных ресурсов в засушливых регионах распространена нищета.
По расчётам около 10-20% засушливых земель уже деградированы, общая площадь, затронутая опустыниванием, составляет от 6 до 12 миллионов квадратных километров, около 1-6% жителей засушливых земель проживают в пустынных районах и миллиард человек находится под угрозой дальнейшего опустынивания.
Влияние глобального потепления и деятельности человека наглядно представлено в тропическом саванном регионе Сахель. В этой области уровень опустынивания очень высок по сравнению с другими районами мира. Все районы, расположенные в восточной части Африки (т.е. в регионе Сахель), характеризуются сухим климатом, высокими температурами и малым количеством осадков (300-750 мм осадков в год). Таким образом, засухи являются обыденностью в регионе. Некоторые исследования показали, что за последние 50 лет Африка потеряла примерно 650 000 км2 своих продуктивных сельскохозяйственных угодий.; масштабы опустынивания в этой области весьма значительны.
Климат Сахары претерпел огромные изменения за последние несколько сотен тысяч лет, колеблясь между влажным (саванны) и сухим (пустыня) каждые 20 000 лет (считается, что это явление вызвано долгосрочными изменениями в климатическом цикле Северной Африки, который изменяет траекторию североафриканского муссона, вызванного примерно 40000-летним циклом, в котором наклон оси земли изменяется между 22° и 24,5°). Некоторые статистические данные показали, что с 1900 года, Сахара расширилась на 250 км к югу на участке суши с запада на восток протяженностью 6000 км. Исследование, проведенное Научно-исследовательским институтом развития, показало, что засуха быстро распространяется в странах Сахеля. 70% засушливых районов пришли в упадок, а водные ресурсы исчезли, что привело к деградации почв. Потеря верхнего слоя почвы означает, что растения не могут прочно укорениться и могут быть вырваны с корнем проливной водой или сильным ветром.
Конвенция Организации Объединенных Наций (ООН) указывает на то, что около шести миллионов граждан Сахеля вынуждены покинуть пустынные зоны Африки, расположенные южнее Сахары.
Озеро Чад, расположенное в регионе Сахель, особенно сильно пострадало от описываемого явления. Причиной высыхания озера является прекращение орошения и ежегодного выпадения осадков. С 1987 года озеро сократилось более чем на 90%, что привело к переселению миллионов жителей. Благодаря последним усилиям удалось добиться некоторого прогресса в его восстановлении, но считается, что он все еще находится под угрозой полного исчезновения.
Еще одним крупным районом, подверженным опустыниванию, является пустыня Гоби. В настоящее время пустыня Гоби является самой быстро растущей пустыней на Земле; по данным некоторых исследователей, пустыня Гоби ежегодно поглощает более 3370 квадратных километров земли. Это уже привело к разрушению многих деревень. В настоящее время по фотографиям можно сделать вывод о том, что пустыня Гоби расширилась до такой степени, что вся нация Хорватии (около 4 миллионов) могла бы поместиться на ее территории. Подкрадывающаяся пустыня создает серьезную проблему для жителей Китая. Хотя сама пустыня Гоби все еще находится на большом расстоянии от Пекина, в отчетах полевых исследований говорится, что всего в 70 км за пределами города образуются большие песчаные дюны.
Южная Америка является еще одним районом, затронутым опустыниванием, поскольку 25% земель классифицируются как засушливые земли. В частности, в Аргентине засушливые земли составляют более половины общей площади суши, и опустынивание может привести к нарушению снабжения страны продовольствием.
По оценкам ООН в Монголии около 90% пастбищных угодий подвержены опустыниванию. Около 13% опустынивания в Монголии вызвано природными факторами, остальное — результат воздействием человека, в частности чрезмерный выпас скота и усиление эрозии почвы на возделываемых территориях. Площадь монгольских земель, покрытых песком, увеличилась на 8,7% за последние 40 лет. Эти изменения сопровождались деградацией 70% монгольских пастбищных угодий. Помимо чрезмерного выпаса скота и изменения климата, правительство Монголии указывает лесные пожары, болезни, нерациональное ведение лесного хозяйства и добычу полезных ископаемых в качестве основных причин опустынивания в стране. В более позднем исследовании также сообщается о чрезмерном выпасе скота как основной причине опустынивания, а также о переходе от разведения овец к разведению коз в целях удовлетворения экспортных потребностей в кашемировой шерсти. По сравнению с овцами, козы наносят больший ущерб пастбищным угодьям, поедая корни и цветы.

## Эффекты

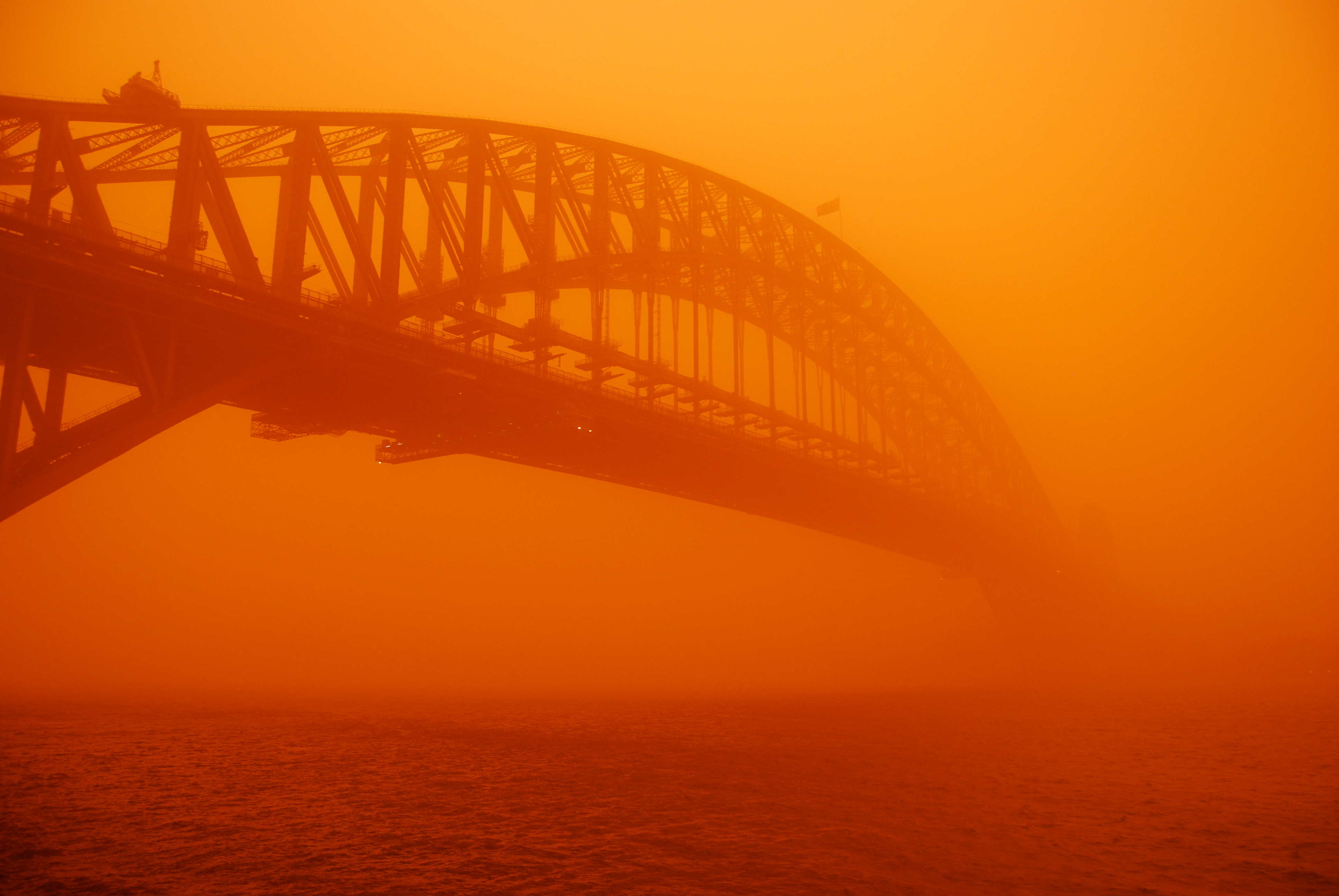
Песчаная буря

### Песчаные и пыльные бури
С конца девятнадцатого века по настоящее время глобальная ежегодная эмиссия пыли увеличились на 25 %. Усиление опустынивания также привело к увеличению количества рыхлого песка и пыли, которые ветер может поднять, что в конечном итоге приводит к шторму. Например, пыльные бури на Ближнем Востоке «в последние годы становятся все более частыми и интенсивными», поскольку «долгосрочное сокращение количества осадков способствует снижению влажности почвы и растительного покрова».
Пыльные бури могут способствовать возникновению определённых респираторных заболеваний, таких как пневмония, раздражение кожи, астма и многие другие. Они могут загрязнять открытую воду, снижать эффективность усилий по созданию экологически чистой энергии и стать причиной остановки большинства видов транспорта.
Пыльные и песчаные бури могут оказать негативное воздействие на климат, что только усугубит опустынивание. Частицы пыли в воздухе рассеивают поступающее солнечное излучение. Пыль может обеспечить кратковременное сохранение температуры грунта, но температура атмосферы будет повышаться. Это деформирует и сокращает облака, что может привести к уменьшению количества осадков.

### Продовольственная безопасность
Глобальной продовольственной безопасности угрожают опустынивание и перенаселение. Чем больше растет население, тем больше продуктов питания приходится производить. Сельскохозяйственный сектор перемещается из одних стран в другие. Например, Европа в среднем импортирует более 50 % своих продуктов питания. Между тем, 44 % сельскохозяйственных угодий расположены на засушливых землях, и на них приходится 60 % мирового производства продовольствия. Опустынивание сокращает количество земель, пригодных для сельскохозяйственного использования, но потребность в них постоянно растет. В ближайшем будущем спрос превысит предложение. Жестокие конфликты между скотоводами и фермерами в Нигерии, Судане, Мали и других странах Сахельского региона усугубились в результате изменения климата, деградации земель и роста населения.

## Причины
К основным причинам можно отнести:
- потеря большей части растительности;
- засухи;
- климатические изменения;
- чрезмерный выпас скота;
- вырубка лесов;
- перенаселение;
- интенсивное земледелие;

## Мнения международных организаций
В 2019 году Межправительственная группа экспертов по биоразнообразию и экосистемным услугам (IPBES) заключила, что около 75% суши существенно деградировали, что угрожает безопасности 3,2 миллиарда человек. Если не противостоять продолжающемуся опустыниванию, то уже к 2050 году непригодными могут оказаться свыше 90% земель. 
По оценкам ООН, опустынивание в перспективе может затронуть более миллиарда человек и около трети всех земель, использующихся в сельскохозяйственных целях. В особенности, это относится к большим частям Северной Африки, Средней Азии, Юго-Восточной Азии, Австралии, частям Северной и Южной Америки, а также к Южной Европе.
В 1994 году в Париже была принята Конвенция Организации Объединённых Наций по борьбе с опустыниванием в тех странах, которые испытывают серьёзную засуху и/или опустынивание, особенно в Африке (The United Nations Convention to Combat Desertification in Those Countries Experiencing Serious Drought and/or Desertification, Particularly in Africa, UNCCD). Её задача — объединение усилий государственных и общественных организаций на международном, региональном, национальном и местном уровнях по борьбе с опустыниванием, деградацией земель и смягчению последствий засухи.

## Экологические и экономические последствия
К основным последствиям опустынивания можно отнести:
- сокращение разнообразия видов и количества животных;
- сокращение объемов производства продовольствия, снижение плодородия почвы и природной способности земли к восстановлению;
- усиление паводков в низовьях рек, ухудшение качества воды, осадкообразование в реках и озерах, заиление водоемов и судоходных каналов;
- ухудшение здоровья людей из-за приносимой ветром пыли, включая глазные, респираторные и аллергические заболевания и психологический стресс;
- нарушение привычного образа жизни пострадавшего населения, вынужденного мигрировать в другие районы;
- бедность.

Последствия опустынивания в экологическом и экономическом отношении очень существенные и почти всегда отрицательные. Уменьшается производительность сельского хозяйства, сокращаются разнообразие видов и количество животных, что особенно в бедных странах приводит к ещё большей зависимости от природных ресурсов. Опустынивание ограничивает доступность элементарных услуг экосистемы и угрожает безопасности людей. Оно является важной помехой развитию, из-за чего Организация Объединённых Наций в 1995 году установила Всемирный день борьбы с опустыниванием и засухой, затем провозгласила 2006 год международным годом пустынь и опустынивания, а в дальнейшем обозначила период с января 2010 года по декабрь 2020 года Десятилетием ООН, посвящённым пустыням и борьбе с опустыниванием.

## Борьба с опустыниванием

### В России
Центр по борьбе с опустыниванием территорий создан Министерством сельского хозяйства РФ совместно с Минприроды России и Российской академией наук на базе ФГБНУ "Федеральный научный центр агроэкологии, комплексных мелиораций и защитного лесоразведения Российской академии наук" (г. Волгоград) .
В настоящее время, по данным научных организаций РАН, 65% пашни, 28% сенокосов и 50% пастбищ России подвержены воздействию эрозии, дефляции, периодических засух, суховеев и пыльных бурь.
Значительных масштабов опустынивание приобрело в Прикаспийском регионе: в Республике Калмыкия этому негативному явлению подвержено 4,4 млн га земель, в Астраханской области — более 4 млн га, в Республике Дагестан — 2,4 млн га. Эта проблема актуальна и для других регионов страны — например, в Волгоградской области площадь подверженных опустыниванию земель составляет 1,4 млн га .

### В Китае
Зелёная китайская стена (кит. трад. 三北防護林, упр. 三北防护林) — проект, призванный предотвратить расширение пустынь на территории Китайской Народной Республики.
Кузупчи — пустыня на севере Китая, ранее характеризовавшаяся сухим континентальным климатом и отсутствием растительности. Однако начиная с 1988 года, местные жители приступили к озеленению этой безжизненной области. Проект озеленения был разработан и реализован при участии государственных органов.
Процесс озеленения включал следующие шаги: сначала были размещены ящики для посадки деревьев и растений по всему участку пустыни. Для создания ямок использовались специальные инструменты, такие как спиральные буры или водометы, что помогало оптимально использовать пространство и снижать затраты на озеленение. Затем китайцы начали активно сажать растения. Благодаря разработанной технологии, на подготовку каждой ямки и посадку одного растения уходит всего 10 секунд, что позволяет высаживать большое количество саженцев одновременно.
В прошлом для выравнивания поверхности использовали тракторы, но на данный момент китайцы ограничились посадкой деревьев только на склонах дюн, позволяя ветру самостоятельно выравнивать поверхность. Растения, высаженные в пустыне, начинают преобразовывать экосистему, приводя к изменению природных условий и постепенному приходу животных .

### В ОАЭ
В ОАЭ пески покрывают около 75 процентов территории страны. Там сначала с опустыниванием решили бороться традиционным способом, высаживая множество деревьев. Но большинство посаженных деревьев погибли. Тогда в ОАЭ осуществили инвестиции в девять проектов по усилению дождя, общая стоимость которых составила около 15 миллионов долларов. Также применяется распыление наночастиц жидкой глины, которые быстро превращают песок пустыни в плодородные почвы. В результате применения этого метода на орошение стали тратить на 47 процентов меньше воды, вырос урожай арбузов, проса и кабачков.

### В Африке
«Великая зелёная стена» (англ. Great Green Wall, фр. Grande Muraille Verte) — проект Африканского союза, направленный на борьбу с опустыниванием земель к югу от пустыни Сахары. Суть проекта состоит в создании полосы древесной растительности, способной сдержать расширение Сахары.
В Буркина-Фасо фермер Якуба Савадого сумел методами традиционной африканской агрономии успешно бороться с опустыниванием. Он модифицировал традиционную практику возделывания земель «Заи» (Zaï), которая позволяет выращивать сельскохозяйственные культуры в ямах, в которых скапливается вода после ливневых дождей даже в страдающих от нехватки воды регионах.

## Меры борьбы с увеличением опустынивания

### Лесовосстановление
К успешным проектам можно отнести Зелёную китайскую стену (Green Wall of China) и Великую зелёную стену Африки (The Great Green Wall of Africa)

### Восстановление почвы
Методы сосредоточены на двух аспектах: обеспечении водой, а также фиксации и чрезмерном удобрении почвы. Также применяются инновационные методы восстановления почвы. В частности, интересен метод, применяющийся в регионе Ближнего Востока за счет использования наночастиц жидкой природной глины, которые превращают песок в плодородные почвы. Технология работает путем распыления жидкости, состоящей из воды и глины, на сухую поврежденную землю.

### Рекультивация пустынь
В некоторых странах успешно реализуется Управляемая фермерами естественная регенерация (FMNR). Процесс включает в себя обеспечение естественного роста прорастающих деревьев путем выборочной обрезки побегов кустарника.

### Управление выпасом скота
Предлагается использование ограждения со множеством небольших загонов и перемещение стада из одного загона в другой через день или два, чтобы имитировать работу пастухов и позволить траве расти.